# Centro de Investigación y Documentación de Sarajevo
El Centro de Investigación y Documentación (CDI), es una institución sin ánimo de lucro fundada por el gobierno de Noruega con sede en la ciudad de Sarajevo, que se especializa en obtener información, en la recolección de testimonios y versiones de víctimas, la recolección y almacenamiento de documentos y toda clase de datos que se relacionen con los genocidios, crímenes de guerra y las violaciones a los derechos humanos cometidos en Bosnia y Herzegovina. Esta se describe como una entidad de carácter independiente, no gubernamental, sin lucro de clase alguno, de carácter profesional y apartidista. El "CID" investiga asuntos concernientes a toda clase de crímenes que tengan lineamiento étnico, político, religioso, social, o racial y su vinculación y/o afiliación con las víctimas de las guerras en Bosnia y Herzegovina.
El centro se compone de miembros independientes y neutrales, así como de intelectuales y profesionales de diferentes campos del conocimiento, de individuos con profesiones de interés para los estudios que son llevados a cabo en la institución. Todos los documentos del "CID" (evidencia y declaraciones testimoniales, fotografías y material de video, entre otros) son destinados como material de evidencia para los fiscales de los casos llevados en la Corte del Tribunal Penal Internacional para la ex Yugoslavia (TPIY) en La Haya, así como son usados por los diferentes tribunales que en Bosnia llevan procesos contra criminales de las guerras, para las organizaciones no gubernamentales (ONG), instituciones científicas y los medios especializados interesados en dichos conflictos.

## El Libro de los muertos de Bosnia
EL 21 de junio de 2007, el CID publica sus investigaciones sobre las víctimas de los conflictos bélicos en las guerras que tuvieron lugar en la década de los 90 en Bosnia y Herzegovina, titulado "El Libro de los Muertos de Bosnia". Esta base de datos incluye en sus páginas los testimonios de los 97,207 nombres de víctimas de las guerras en Bosnia y Herzegovina, muertas o desaparecidas durante el periodo de guerras transcurrido entre 1992 a 1995. Un equipo de expertos internacionales evaluó los hallazgos antes de que estos fueran publicados. Más de 240 000 piezas de información evidencial han sido recolectadas, procesadas, verificadas, comparadas y evaluadas por éste expertos, con la finalidad de obtener el total final de víctimas, en las que se incluyan todas las nacionalidades. De las 97 207 muertes documentadas, un 60 % eran de soldados y un 40 % civiles. El 90 % del total de las víctimas eran hombres. Un 65 % del total de las víctimas eran de etnia bosniaca, un 25 % eran serbo-bosnios, y tan solo un 8 % croatas. El 83 % de los civiles víctimas eran bosniacos, el 10 % de las víctimas civiles eran serbobosnios, y un poco más del 5 % de las víctimas civiles eran bosnio-croatas, seguidas de una reducida cantidad de víctimas como los judíos o romas. El porcentaje de víctimas bosniacas podría resultar ser más elevado ya que los sobrevivientes del campo de concentración en Srebrenica no han reportado a muchos de sus seres queridos que figuraban como "soldados" para poder acceder a los servicios de asistencia social y otros beneficios gubernamentales actualmente vigentes para las víctimas del conflicto. El total de víctimas podría subir un 10% más, dado que aún hay en curso más investigaciones. Así mismo, el CID ha logrado componer un mapa donde se trazan las zonas con mayores pérdidas humanas y que divide étnicamente las zonas por cantidad de víctimas.